# J'ai maché des arbres…
J’ai maché des arbres… est une œuvre du duo d'artistes Grout/Mazéas située dans la ville de Reims dans la Champagne-Ardenne.

## Description de l'œuvre
L’œuvre de Sylvain Grout et Yann Mazéas est visible sur la façade de la Médiathèque Croix-Rouge, 19 Rue Jean Louis Debar à Reims. Elle a été réalisée en juillet 2006 et inaugurée le 13 novembre de la même année. L’œuvre a été réalisée dans  le cadre du 1 % artistique. Elle a une dimension de 5 mètres sur 2. Elle est réalisée avec des  tiges en acier inoxydable. Elle se présente sous la forme d’un texte signé Mohammed Ali.
Ce texte est une interprétation de la déclaration faite par le champion de boxe au cours d’une conférence de presse précédant la rencontre avec George Foreman, que  les journaux allaient appelée « le combat du siècle ». Elle est issue du film documentaire « When we were kings », tourné à l’occasion de sa rencontre, nommé  "Bagarre dans la jungle", avec George Foreman, le 30 octobre 1974, à Kinshasa au Zaïre.
Le texte retransmis, de l’interview,  par les journaux est :
« Pour ce combat, j'ai lutté avec les alligators. Je me suis battu avec une baleine. J'ai mis les menottes à un éclair, j'ai jeté le tonnerre en prison. Vous savez, je suis mauvais. J'ai tué un rocher, blessé une pierre, envoyé une brique à l'hôpital. Je suis si méchant que je rends la médecine malade ! Je suis si rapide que je peux traverser un ouragan sans me mouiller. Quand il me verra, George Foreman paiera sa dette. Je peux noyer une gorgée d'eau et tuer un arbre mort.